# Cuello
Cuello maja romváros Orange Walk Town közelében, Orange Walk körzetben, Belizében (Közép-Amerika). Ez az egyik legrégebbi, valaha is feltárt maja település, feltehetőleg Kr.e. 2000-től Kr.u. 1000-ig volt lakott.
Cuello-ban találhatóak: templom, terek, egy kisebb palota, lakóépületek, és két föld alatti raktárépület. Egy 400 kilométerre található területről származó Jade-gyöngyök (Kr.e.600) a távolsági kereskedelem bizonyítékai. Az újkorban Cuellot először 1973-ban Norman Hammond fedezte fel újra. A "Cuello" név nem maja nyelven van, hanem a közeli rumlepárló-üzemnek (Cuello Brothers Distillery) köszönhető, amely cég területén a régészeti lelet található.